# Mustjõgi (Gauja)
Mustjõgi är ett vattendrag i södra Estland. Ån är ett nordligt högerbiflöde till Gauja (estniska: Koiva jõgi) som mynnar i Rigabukten i Lettland. Mustjõgi och Gauja möts vid Taheva kommun i landskapet Valgamaa, där Gauja utgör gränsflod mellan Estland och Lettland. Källan ligger i sjön Suur Saarjärv i Antsla kommun i landskapet Võrumaa. Den är 85 km lång.
Vänsterbiflöden till Mustjõgi rangordande från källan till mynningen är Maru oja, Haki oja (6 km), Pärlijõgi, Verioja, Hurda oja (4 km), Raudsepa oja, Vaidva jõgi (lettiska: Vaidava) och Melnupe (estniska: Peetri jõgi). Högerbiflöden till Mustjõgi är Tsooru oja, Ahelo jõgi, Hargla oja och Mürinaoja (5 km).